# Свети Йоан Богослов (Бер)
„Свети Йоан Богослов“ (на гръцки: Μεγάλου Θεολόγου Βέροιας) е средновековна православна църква в южномакедонския град Бер (Верия), Егейска Македония, Гърция. Храмът е част от енория „Сретение Господне“.

## История
Храмът е от XIII век, като от първоначалната му фаза е запазено единствено светилището, към което е водела трикорабна базилика с дървен покрив, както и част от основния кораб. В XIV век е разрушена нишата на диаконикона, а на мястото на тази на протезиса е направена нова. Днес храмът е еднокорабен със скатен покрив.
Стенописи са съхранени само в оцелелите първоначални части. Изображението на Богородица Ширшая небес с два ангела в конхата на апсидата е от втората четвърт на XIII век. Към същия период принадлежат и изображението на Причастието на Апостолите, Възнесение на фронтона на източната стена и Благовещение в предната част на нишата. На южната стена е изоблазено Рождество, а на северната Слизането в ада и Свети Йоан Богослов с Дева Мария. И накрая е редът прелати, пророците и светиите в светилището. Към началото на XIV век е изображението на Свети Йоан с Богородица.